# Brandizzo
Brandizzo (piemontesisch Brandis) ist eine Gemeinde in der italienischen Metropolitanstadt Turin (TO), Region Piemont.

## Lage und Einwohner
Brandizzo liegt rund 20 km nordöstlich von Turin, nahe dem Po. Das Gemeindegebiet umfasst eine Fläche von 6 km² und hat 8698 Einwohner (Stand 31. Dezember 2023). Zur Gemeinde gehören die beiden Fraktionen (Frazioni) La Pineta und Lido Malone.
Die Nachbargemeinden sind Chivasso, Volpiano, Settimo Torinese und San Raffaele Cimena.

## Geschichte

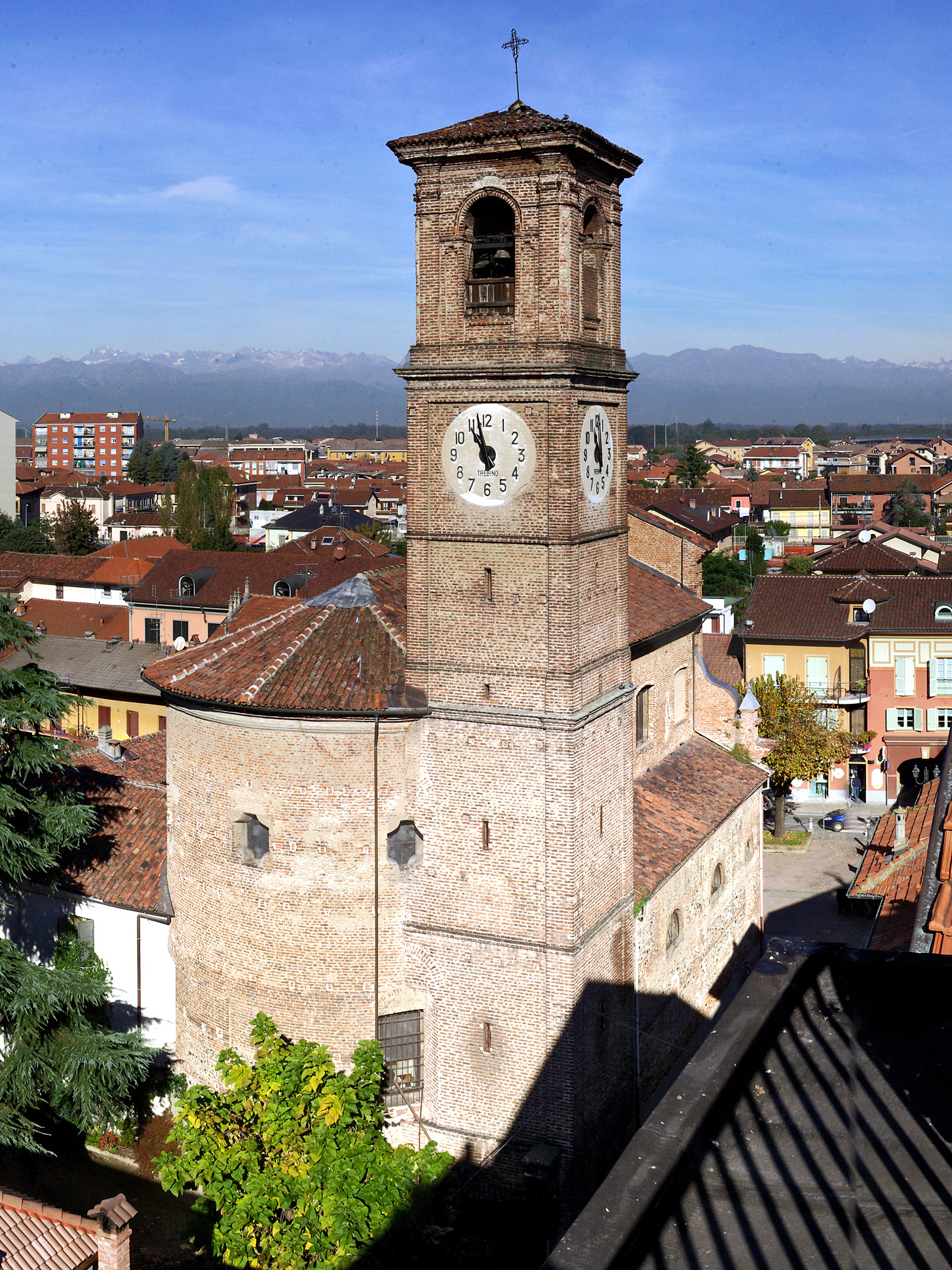
Kirche San Giacomo

Nach dem Untergang des Weströmischen Reiches wurde das Gebiet von den großen Völkerwanderungen der Germanen heimgesucht. Das Gebiet von Brandizzo wurde nach der Teilung des Piemont durch die Franken in die Grafschaft Susa eingegliedert. Im Jahr 1035 schenkte Oderico Manfredi, II. Graf von Turin und Marquis von Susa, das Gebiet von Brandizzo der Abtei von Fruttuaria, heute San Benigno Canavese, die es als Lehen an die Herren von Chivasso weitergab. Im Jahr 1178 erhielt der Markgraf von Monferrato, Wilhelm V. von Monferrato, einen Teil des Brandizzese-Territoriums von der Abtei von Fruttuaria im Austausch gegen andere Gebiete. Dies liegt daran, dass der Marquis Chivasso als seinen Wohnsitz gewählt hatte und an der Stelle der alten Burg einen Wehrturm errichten ließ. Im Jahr 1203 erhielt Otto di Grifagno von Wilhelm V. die Gründung eines Dorfes zwischen Chivasso und Curte Dulphia. Als ihm dies nicht gelang, wandte er sich an den Abt von Fruttuaria, um das Gebiet neu zu besiedeln. So gelang es der Familie Grifagno, Brandizzo neu zu gründen, indem sie die Rechte am Lehen erlangte. Im Jahr 1359 gelangte Brandizzo in die Hände der Fürsten von Achaia.
Im Jahr 1410 wurde das Lehen von Teodoro II. von Monferrato an die Familie Dal Pozzo übergeben, die es bis 1635 besaß, als es an die Grafen Carelli verkauft wurde. Diese wiederum verkauften im April 1659 die Hälfte des Brandizzo-Lehens an Carlo Francesco Nicolis, der ursprünglich aus Varallo stammte. Vier Jahre später, am 23. September 1663, erhielt er vom König die formelle Investitur mit dem Titel eines Grafen von Robilante und Brandizzo. Später spaltete sich die Familie in zwei Adelszweige, aus denen die Nicolis von Brandizzo und Robilant hervorgingen. Im Jahr 1435 gelangte Brandizzo aufgrund der Kriege zwischen Gian Giacomo von Monferrato und der Familie Visconti, Herren von Mailand, in die Herrschaft des Herzogs Amedeo VIII. von Savoyen. Im Jahr 1544 fiel Brandizzo mit dem Frieden von Crépy bis 1559 an die Franzosen. Mit dem Vertrag von Cateau-Cambrésis kehrte die Stadt nach den historischen Ereignissen des Königreichs Savoyen an die Savoyer zurück.
1701 wurde der Bau der Kirche San Giacomo Maggiore beschlossen, die 1750 fertiggestellt wurde. 1799 lagerten dort die österreichisch-russischen Truppen und 1800 die Franzosen unter Napoleon. Nach der Restaurierung waren wieder die Österreicher an der Reihe. Das Land folgte dann dem Schicksal des vereinten Italien. Aus einem überwiegend bäuerlichen und entvölkerten Gebiet entstanden in der Stadt die ersten Industriesiedlungen, die die Bevölkerung vergrößerten. Am 29. Oktober 1939, auf dem Höhepunkt des faschistischen Regimes, wurde in der Stadt die erste Grundschule namens Principi del Piemonte eingeweiht. Nach dem Zweiten Weltkrieg wurde die Schule in Bruno Buozzi umbenannt.
Die wichtigsten Fabriken von Brandizzo im 20. Jahrhundert waren die große Mühle der Familie Re, eine der größten in Italien und im Piemont, in Betrieb bis in die 1960er Jahre, und die Spitzenfabrik Sarpa. In den sechziger Jahren wuchs die Bevölkerung mit der Ankunft von Einwanderern aus Venetien und dem Süden auf ihre heutige Größe. Aufgrund des Bevölkerungswachstums baute Brandizzo seine zweite Grundschule, die Don Milani, den Kindergarten und die Mittelschule Martiri della Libertà. Im Oktober 1966 wurde auf Geheiß von Don Luigi Manassero das Oratorium Gesù Maestro im Beisein des damaligen Ministers Oscar Luigi Scalfaro eingeweiht. Im Jahr 1977 wurde im Bereich nördlich der Bahnstrecke eine weitere Kirche gebaut, die dem Heiligen Johannes dem Evangelisten geweiht ist.